# Nordjyllands Amt
Nordjyllands Amt a fost până la 1 ianuarie 2007 un amt în Danemarca. Se află în nordul peninsulei Iutlanda.